# Veliki Novgorod
Veliki Novgorod (rusko Вели́кий Но́вгород) je najstarejše mesto v severozahodni Rusiji in upravno središče Novgorodske oblasti. Mesto leži ob reki Volhov, malo za njenim iztokom iz Ilmenskega jezera ob avtocesti M10, ki povezuje Moskvo in Sankt Peterburg. Veliki Novgorod je imel leta 2010 214.777 prebivalcev.
Novgorod je eno najstarejših mest vzhodnih Slovanov, prvič omenjeno že leta 859 oziroma 862, ko naj bi postalo naselje največja postaja na trgovski poti od Baltika do Bizanca. Kmalu zatem je zaradi svoje velikosti, pa tudi zaradi političnega, gospodarskega in kulturnega vpliva postal drugo mesto skupne praslovanske države Ukrajincev, Rusov in Belorusov Kijevske Rusije (rusko Ки́евская Русь). V tem času je bil najbolj cenjeni knez Jaroslav I. Modri, ki je med drugim razglasil prve pisane zakone vzhodnih Slovanov, ki so bili kasneje vgrajeni v zakonik Ruskaja pravda (Ruska resnica). V srednjem veku je mesto doživelo veliko kulturno rast. Med drugo svetovno vojno je bilo veliko zgradb uničenih. Po vojni si je mesto postopoma opomoglo, od leta 1992 pa so največje znamenitosti, kot je cerkev svete Sofije, uvrščene na seznam svetovne kulturne dediščine.

## Zgodovina

### Zgodnja zgodovina
Novgorod je eno najstarejših mest vzhodnih Slovanov. Sofijina Prva kronika ga prvič omenja leta 859, novgorodska Prva kronika pa leta 862, ko naj bi bilo naselje največja postaja na trgovski poti od Baltika do Bizanca. Arheološka izkopavanja iz sredine in druge polovice 20. stoletja so odkrila kulturne plasti samo do poznega 10. stoletja, se pravi do obdobja, ko je prišlo do pokristjanjenja Rusov in kakšnih sto let potem, ko naj bi bilo naselje ustanovljeno. Ugotovitve kažejo na to, da so bile njegove omembe v kronike vnešene kasneje.
Skandinavske sage postavljajo varjaško mesto Holmgård, Holmgarðr ali Holmgarðir v še starejše obdobje, vendar se zgodovinskih dejstev ne da razločiti od legend. Holmgård se je prvotno nanašal samo na utrdbo Rurikovo Gorodišče jugovzhodno od današnjega mesta. Arheološki podatki kažejo, da je Gorodišče, v katerem je bila rezidenca kneza, iz sredine 9. stoletja, medtem ko je mesto samo s konca 10. stoletja. Od tod tudi ime Novgorod (Novo mesto).

### Kneževina Kijevske Rusije
Leta 882 je Rurikov naslednik Oleg (Helgi) Novgorodski zasedel Kijev in ustanovil Kijevsko Rusijo. Novgorod je zaradi svoje velikosti, pa tudi zaradi političnega, gospodarskega in kulturnega vpliva postal drugo mesto Kijevske Rusije, kateremu je po tradiciji vladal najstarejši sin vladajočega kijevskega velikega kneza. Če vladajoči knez ni imel primernega sina, je mestu vladal posadnik (župan). Najbolj znani novgorodski posadniki so bili: Gostomisl, Dobrinja, Konstantin in Ostromir.
V skandinavskih sagah je mesto omenjano kot prestolnica Gardarike, se pravi vzhodnoslovanskih ozemelj in kar štirje vikinški kralji – Olaf I. Norveški, Olaf II. Norveški, Magnus I. Norveški in Harald Haardraade – so se pred domačimi sovražniki zatekli v Novgorod. Po smrti Olafa II. in njegovi kanonizaciji je minilo samo nekaj desetletij, da so leta 1028 v Novgorodu zgradili njemu posvečeno cerkev svetega Olafa.
Meščani Novgoroda so od vseh svojih knezov najbolj cenili Jaroslava Modrega, ki jim je vladal, ko je bil veliki kijevski knez njegov oče Vladimir Veliki. Jaroslav je razglasil prve pisane zakone vzhodnih Slovanov, ki so bili kasneje vgrajeni v zakonik Ruskaja pravda (Ruska resnica). Mestu je podelil številne svoboščine in privilegije, ki so bili v kasnejših stoletjih precendensi, na katere so se sklicevali v svojih odnosih z drugimi knezi. Jaroslavov sin Vladimir je bil pokrovitelj graditve cerkve svete Sofije, natančneje cerkve svete Modrosti, ki stoji še danes.

### Novgorodska republika
Leta 1136 so novgorodski meščani odstavili svojega kneza Vsevoloda Mstislaviča in začelo se je obdobje Novgorodske republike. Mesto je v naslednjih nekaj stoletjih ustoličevalo in odstavljalo svoje kneze, knežjega položaja pa nikoli ni ukinilo. Močni knezi, med katerimi je bil tudi Aleksander Nevski, so zato lahko vsilili meščanom svojo voljo ne glede na to, kakšne so bile njihove želje. Novgorodska mestna država je obvladovala večji del evropskega severovzhoda od današnje Estonije do Urala in je bila ena največjih srednjeveških evropskih držav, čeprav je bilo ozemlje severno od Ladoškega in Oneškega jezera redko naseljeno in ni bilo nikoli politično organizirano.
Najpomembnejša mestna osebnost je bil posadnik – župan, katerega je volila mestna skupščina - veče. Kandidati za župana so bili mestni aristokrati – bojarji. Drug pomemben mestni uradnik, ki ga je tudi volila mestna skupščina, je bil tisjacki, ki je poveljeval mestni milici oziroma vojski prostovoljcev, imenovani tisjača (tisoč mož). Pomembna osebnost je bil tudi novgorodski nadškof, ki je delil oblast z bojarji. Volila ga je mestna skupščina ali pa so jih izžrebali. Po izvolitvi ga je potrdil oziroma blagoslovil metropolit.
Osnovne naloge mestnih uradnikov in veča so v grobem poznane, statut mesta pa ostaja neznanka. Bojarji in nadškof so vladali skupaj, vendar meje med pristojnostmi posameznih položajev niso povsem jasne. Knez je imel na začetku precej omejeno moč. Od sredine 12. stoletja ga je predstavljal njegov namestnik, še vedno pa je imel pomembno vlogo kot vojaški poveljnik, zakonodajalec in pravnik. Tudi natančna sestava veča in njegova vloga ni povsem znana. Nekateri zgodovinarji, na primer Vasilij Ključevski, trdijo, da je bilo veče demokratično, medtem ko kasnejši zgodovinarji, na primer Valentin Janin in Aleksander Korošev trdijo, da je šlo za »hlinjeno demokracijo« pod nadzorom vladajoče elite.
V 13. stoletju je bil Novgorod, čeprav ni bil član Hanzeatske zveze, njena najbolj vzhodna trgovska izpostava (kontor), preko katere se je trgovalo z ogromnimi količinami luksuznega blaga, predvsem s soboljevim, hermelinovim, lisičjim, svizčevim in veveričjim krznom.
V srednjem veku je mesto doživelo veliko kulturno rast. Med izkopavanji so našli veliko število pisem, pisanih na brezovem lubju, kar morda kaže na široko pismenost. Mnogi znanstveniki temu oporekajo in trdijo, da so pisma pisali kleriki in pismena elita v imenu večinoma nepismenega prebivalstva. V Novgorodu so našli tudi najstarejšo slovansko knjigo, ki je bila napisana severno od Makedonije, in najstarejši zapis v karelskem jeziku. V novgorodskem nadškofijskem skriptoriju je bilo napisanih nekaj najstarejših ruskih kronik, nadškofi pa so podpirali tudi ikonografijo in zidanje cerkva. Novgorodski trgovec Sadko je postal priljubljen junak ruske folklore.
Novgoroda Mongoli med svojim osvajanjem Rusije nikoli niso zasedli. Mongolska vojska se je ustavila kakšnih sto kilometrov pred mestom, verjetno zato, ker se mongolski poveljniki niso želeli pogrezniti v obsežnih močvirjih, ki so obkrožala mesto. Pravijo, da sta bila od moskovskih velikih knezov, ki so v imenu kanov Zlate horde v Nogorodu pobirali davke, najbolj znana Jurij Danilovič in njegov brat Ivan Kalita.

### Novgorod v združeni ruski državi
Z naraščanjem števila prebivalcev je mesto pri nabavi žita postajalo vedno bolj odvisno od Vladimiro-Suzdalske regije. Mesti Moskva in Tver sta izkoristili nastalo stanje in Ivan III. Moskovski je leta 1471 Novgorod priključil Veliki moskovski kneževini. Novgorod je bil v 1550. letih tretje največje mesto v kneževini s približno 5300 kmečkimi gospodarstvi in 25-30.000 prebivalci.. V 1560-ih je bila v mestu velika lakota, leta 1570 pa je mesto izropal Ivan Grozni in pobil veliko prebivalcev. Mestno trgovsko elito in plemstvo je pregnal v Moskvo, Jaroslavl in druga mesta.
Po smrti zadnjega ruskega carja iz dinastije Rurikov Fjodorja I. Ivanoviča leta 1598, se je začelo Obdobje nemirov (rusko: Смутное время, Smutnoje vremja), ki je trajalo do leta 1613, ko so na oblast prišla dinastija Romanov. V tem času poljsko-litovske okupacije, uporov in nasilnih prevzemov oblasti so se prebivalci Novgoroda poleti 1611 vdali švedski vojski pod poveljstvom Jakoba De la Gardie. Šest let kasneje je Novgorod s Stolbovsko mirovno pogodbo ponovno pripadel Rusiji in si do konca stoletja opomogel. V tem času je mesto zgradilo cerkev in samostan Vjažiči. V letih 1648-1652 je bil novgorodski metropolit slavni ruski patriarh Nikon.
Leta 1227 je Novgorod postal upravno središče Novgorodske gubernije in obdržal tak položaj do leta 1927. V letih 1927 do 1944 je mesto spadalo v Leningrajsko oblast, potem pa je postalo središče novoustanovljene Novgorodske oblasti.
Med drugo svetovno vojno je 15. avgusta 1941 mesto okupirala nemška armada, ki je sistematično uničila vse zgodovinske spomenike. Ko je Rdeča armada 19. januarja 1944 mesto osvobodila, je od predvojnih 2.536 zidanih zgradb stalo samo še nekaj manj kot štirideset. Po vojni si je mesto postopoma opomoglo. Njegove največje znamenitosti so bile leta 1992 razglašene za svetovno kulturno dediščino. Leta 1998 se je preimenovalo v Veliki Novgorod in si delno povrnilo svoj srednjeveški naziv »Gospod Veliki Novgorod«.

## Mestne znamenitosti
Novgorod ima mnogo raznolikih srednjeveških spomenikov, s katerimi se ne more primerjati nobeno drugo rusko in ukrajinsko mesto. Najbolj znana je cerkev svete Sofije (svete Modrosti), ki je bila zgrajena v letih 1045-1050 pod pokroviteljstvom Vladimirja Jaroslaviča, sina Jaroslava Modrega. V cerkvi sta pokopana Vladimir in njegova mati Ana. Cerkev je ena od najbolje ohranjenih cerkva iz 11. stoletja in ena od najstarejših zgradb v Rusiji, ki se še uporabljajo. Cerkev je prva zgradba, ki je zgrajena v izvirnem ruskem slogu z značilnimi kamnitimi zunanjimi zidovi in petimi čeladam podobnimi kupolami. Prvotne freske so bile naslikane v 12. stoletju po naročilu škofa Nikite (umrl 1108), stranske kapele pa so bile poslikane leta 1144 po naročilu nadškofa Nifonta. Freske so bile v naslednjih stoletjih nekajkrat obnovljene, nazadnje v 19. stoletju. Cerkev ima mogočna bronasta vrata, ki so zdaj vgrajena na zahodnem vhodu in so bila po nekaterih podatkih izdelana v Magdeburgu leta 1156 (drugi viri trdijo, da so bila ulita v Plocku na Poljskem) in leta 1187 odnešena iz švedskega mesta Sigtuna. Zadnje raziskave kažejo, da so bila vrata verjetno izdelana sredi 15. stoletja po naročilu nadškofa Evfemija II. (1429-1458), ki je bil velik ljubitelj zahodne umetnosti in arhitekture.
V Novgorodskem kremlju s tradicionalnim imenom Detinec je najstarejša palača v Rusiji, imenovana Dvorana faset, iz leta 1433, ki je služila za velika zborovanja nadškofov, najstarejši ruski zvonik iz sredine 15. stoletja in najstarejši ruski urni stolp iz leta 1673. Palača faset in oba stolpa so bili zgrajeni po naročilu nadškofa Evfimija II.. Urni stolp se je v 17. stoletju porušil in so ga zgradili znova. Med kasneje zgrajenimi palačami je najpomembnejša kraljeva palača (1771) in bronast spomenik Tisočletje Rusije (1862), na katerem so prikazane najpomembnejše osebnosti in deželne zgodovine.
Izven kremeljskega obzidja so tri velike cerkve, zgrajene med vladanjem Mstislava Velikega. V cerkvi (sobor) sv. Nikolaja (1113-1123) na Jaroslavskem trgu so freske Mstislavove družine. V Jurijevem samostanu, ki je eden najstarejših v Rusiji (1030), je visoka cerkev s tremi kupolami iz leta 1119, ki sta jo zgradila Mstislavov sin  Vsevolod in opat samostana Kjurik. Podobna cerkev s tremi kupolami iz leta 1117 je tudi v Antonijevem samostanu, ki je verjetno delo istih mojstrov. Cerkev je bila zgrajena po naročilu ustanovitelja samostana Antonija.
V mestu in bližnji okolici je še okoli petdeset cerkva iz srednjega in zgodnjega novega veka. Nekatere od njih so med vojno razstrelili nacisti in so bile kasneje obnovljene. Najstarejši zgled cerkvene arhitekture so cerkve sv. Petra in Pavla (Lastovičji hrib, 1185-1192), Oznanjenja (Mjačino, 1179), Vnebovzetja (Volotovsko polje, 1180. leta) in svete Paraskeve-Pjatnice (Jaroslavski trg, 1207). Največja mojstrovina zgodnje novgorodske arhitekture je cerkev Našega odrešenika v Neredici (1198).
V 13. stoletju so bile v modi majhne troladijske cerkve. Takšna je kapelica v samostanu Perin (1230. leta) in cerkev sv. Nikolaja na otoku Lipnja (1292), ki je poznana tudi po freskah iz 14. stoletja.
V 14. stoletju sta se razvila dva nova cerkvena sloga. Eden od njiju je dosegel svoj višek v cerkvi sv. Teodorja (1360-1361) s freskami iz 1380. let, drugi pa v cerkvi Našega odrešenika (1374) s poslikavami Feofana Grka iz leta 1378. Cerkev Našega odrešenika v Kavalevem (1345), ki je bila med vojno porušena, so prvotno poslikali srbski mojstri. Cerkev je bila kasneje znova pozidana, freske pa niso bile obnovljene.
V zadnjem stoletju Novgorodske republike je bilo zgrajenih nekaj cerkva, ki so bile posvečene sv. Petru in Pavlu (Slavna, 1367, Koževniki, 1406), Kristusovemu rojstvu (pokopališče, 1387), sv. Janezu apostolu (1384), Dvanajstim apostolom (1455), sv. Dimitriju (1467) sv. Simeonu (1462) in drugim svetnikom. Novejše cerkve niso bile tako izvirne kot tiste iz prejšnjih obdobij. Nekatera svetišča iz 12. stoletja, na primer v Opokih, so  bila sredi 15. stoletja natančno razstavljena in zatem ponovno natančno zgrajena. Obnovo je vodil nadškof Evfimij II., ki je bil verjetno največji pokrovitelj arhitekture v srednjeveškem Novgorodu.
Po Ivanovi osvojitvi Novgoroda leta 1478 se je mestna arhitektura povsem spremenila. Velika naročila so od takrat dalje dobivali moskovski mojstri, ki so se zgledovali po cerkvah in poslikavah iz moskovskega Kremlja. V tem slogu so zgrajene cerkev Našega odrešenika v samostanu Kutin (1515), cerkev Matere božje v Signu (1668) in cerkev sv. Nikolaja v samostanu Vjažiči (1685). Nekatere farne cerkve so se še vedno gradile v skladu z lokalno tradicijo. Takšni sta, na primer, cerkvi Prinašalk mitre (1510) in sv. Borisa in Gleba (1586).
V Vitoslavlici ob reki Volhov in jezeru Mjačino je v bližini samostana Jurjev slikovit muzej lesene arhitekture, ki je bil ustanovljen leta 1964. V muzeju je več kot dvajset lesenih cerkva, hiš in mlinov iz 14. do 19. stoletja, ki so nekoč stali v okolici Novgoroda.

## Prometna infrastruktura

### Medkrajevni promet
Novgorod je povezan z Moskvo (531 km) in Sankt Peterburgom preko avtoceste M10. Do Sankt Peterburga in drugih oddaljenih krajev je urejen prevoz z avtobusi.
Želežniški potniški promet je urejen do Moskve (do Leningrajskega železniškega terminala z nočnimi vlaki), Sankt Peterburga (do Moskovskega in Vitebskega železniškega terminala s podzemno železnico) ter do drugi večjih mest na severozahodu Rusije, kot sta Pskov in Murmansk.
Na mestnih letališčih Jurjevo in Krečevici se redni poleti ne izvajajo od sredine 90.-ih let dvajsetega stoletja. Najbližje letališče Pulkovo se nahaja v Sankt Peterburgu, 180 km severno od Novgoroda.

### Lokalni promet
Lokalni promet sestavlja omrežje avtobusov in trolejbusov. Omrežje trolejbusov, ki trenutno deluje na petih linijah, je začelo delovati leta 1995 in je hkrati tudi prvo omrežje trolejbusov, ki je začelo delovati po razpadu Sovjetske zveze.

## Pobratena mesta
Veliki Novgorod je pobraten z:
| - Bielefeld, Nemčija - Cleveland Heights, Ohio, ZDA - Ivano-Frankovsk, Ukrajina - Nanterre, Francija | - Moss, Norveška - Rochester, New York, ZDA - Strasbourg, Francija | - Valga, Estonija - Watford, Združeno kraljestvo - Zibo, Kitajska |

## Poimenovanja
Po mestu je poimenovan pritlikavi planet 3799 Novgorod, ki ga je leta 1979 odkril ruski astronom Nikolaj Stepanovič Černih.